# Борисоглебское (Орловская область)
Борисогле́бское — село в Свердловском районе Орловской области. Входит в состав Красноармейского сельского поселения.

## География
Село находится на расстоянии 10 км к югу от посёлка городского типа Змиёвка, административного центра района, и 48 км к юго-востоку от города Орёл, административного центра области.

### Часовой пояс
Село Борисоглебское, как и вся Орловская область, находится в часовой зоне МСК (московское время). Смещение применяемого времени относительно UTC составляет +3:00.

## Население
| 2002 | 2010 |
| ---- | ---- |
| 325  | ↗352 |

## Улицы
В селе имеются две улицы: Патенкова и Школьная.

## Известные уроженцы
- Косарев, Николай Андреевич (1916—1971) — советский железнодорожник, Герой Социалистического Труда.